# Самолюбе
Самолюбе (пол. Samolubie, нім. Lauterhagen) — село в Польщі, у гміні Ківіти Лідзбарського повіту Вармінсько-Мазурського воєводства.
Населення — 322 особи (2011).

## Демографія
Демографічна структура станом на 31 березня 2011 року:
|          | Загалом | Допрацездатний вік | Працездатний вік | Постпрацездатний вік |
| -------- | ------- | ------------------ | ---------------- | -------------------- |
| Чоловіки | 166     | 32                 | 123              | 11                   |
| Жінки    | 156     | 28                 | 91               | 37                   |
| Разом    | 322     | 60                 | 214              | 48                   |